# Microrregión de Alto Araguaia
La microrregión de Alto Araguaia es una de las  microrregiones del estado brasileño de Mato Grosso perteneciente a la mesorregión  Sudeste Mato-Grossense. Su población fue estimada en 2006 por el IBGE en 25.796 habitantes y está dividida en tres municipios. Posee un área total de 10.593,169 km².

## Municipios
- Alto Araguaia
- Alto Garças
- Alto Taquari

- Datos: Q2154347
- Multimedia: Alto Araguaia / Q2154347